# Bert Nordberg
Bert Åke Stefan Nordberg (Malmö, 1956) è un ingegnere e manager svedese, dal 15 ottobre 2009 ricopre il ruolo di presidente nell'azienda nippo-svedese di telecomunicazioni Sony Ericsson Mobile Communications AB.

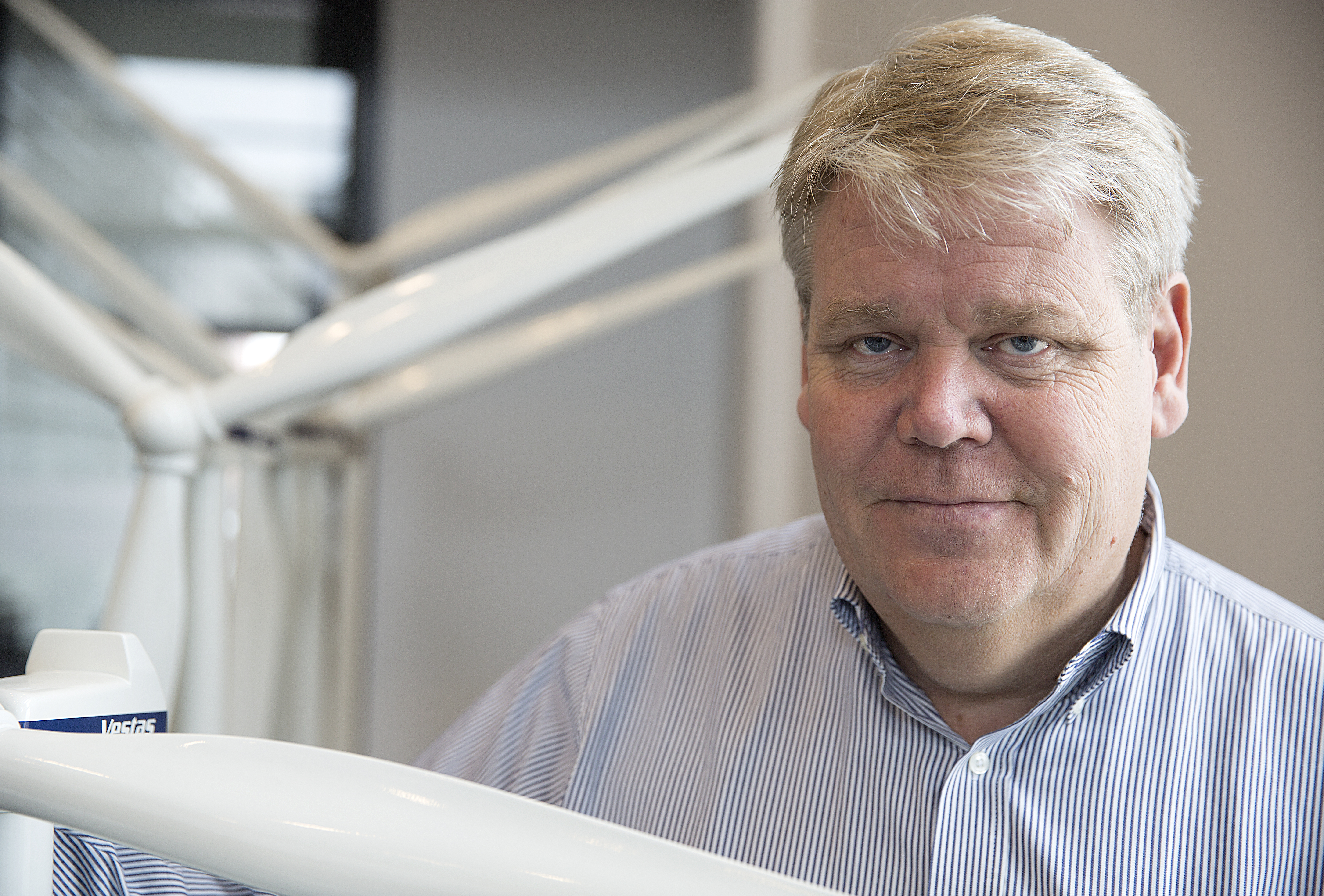
Bert Nordberg (2013).

Laureatosi nel 1978 in Ingegneria elettronica, nel 1980 fu Ingegnere nella Marina Svedese.
Integrò la sua laurea seguendo dei corsi di Management Internazionale, Marketing e Finanza all'istituto INSEAD, in Francia.
Tra il 1985 e il 1996 lavorò presso la Data General Corporation e la Digital Equipment Corporation.
Nel 1996 entrò alla Ericsson, ricoprendo diversi ruoli dirigenziali fino alla nomina a Presidente della Sony Ericsson nel 2009.